# Williams FW33
El Williams FW33 es un monoplaza de Fórmula 1 diseñado por el equipo Williams para competir en la temporada 2011,  conducido por Rubens Barrichello y Pastor Maldonado.

## Presentación
El FW33 se presentó el 1 de febrero de 2011 en el Circuito de Cheste, sin acto ante la prensa ni presentación, simplemente saliendo a pista, como nos tiene acostumbrados la escudería los últimos años. El encargado de estrenarlo fue Rubens Barrichello.

## Temporada 2011
En las primeras carreras, el Williams FW33 no mostró el rendimiento esperado y sus pilotos no lograron puntuar ni una sola vez. Ello se traduce en el peor inicio de su historia.
Los pobres resultados provocaron varios cambios en la estructura técnica de la escudería.
Barrichello consiguió 4 puntos mediante sendas novenas posiciones en Montecarlo y Canadá, mientras Maldonado logró su única unidad al terminar 10.º en Bélgica. La escudería obtuvo el 9.º puesto del campeonato de constructores con esos 5 puntos en su haber.

## Resultados
(Clave) (negrita indica pole position) (cursiva indica vuelta rápida)
| Año  | Motor                  | Neu. | N.º | Pilotos            | 1   | 2   | 3   | 4   | 5   | 6   | 7   | 8   | 9   | 10  | 11  | 12  | 13  | 14  | 15  | 16  | 17  | 18  | 19  | Puntos | Pos. |
| ---- | ---------------------- | ---- | --- | ------------------ | --- | --- | --- | --- | --- | --- | --- | --- | --- | --- | --- | --- | --- | --- | --- | --- | --- | --- | --- | ------ | ---- |
| 2011 | Cosworth CA2011 2.4 V8 | P    |     |                    | AUS | MYS | CHN | TUR | ESP | MON | CAN | EUR | GBR | GER | HUN | BEL | ITA | SIN | JPN | RCO | IND | ABU | BRA | 5      | 9.º  |
| 2011 | Cosworth CA2011 2.4 V8 | P    | 11  | Rubens Barrichello | Ret | Ret | 13  | 15  | 17  | 9   | 9   | 12  | 13  | Ret | 13  | 14  | 13  | 13  | 17  | 12  | 15  | 12  | 14  | 5      | 9.º  |
| 2011 | Cosworth CA2011 2.4 V8 | P    | 12  | Pastor Maldonado   | Ret | Ret | 18  | 17  | 15  | 18  | Ret | 15  | 14  | 14  | 16  | 10  | 11  | 11  | 14  | Ret | Ret | 14  | Ret | 5      | 9.º  |